# Loże adopcyjne
Loże adoptowane (adopcyjne) – istniejące w XVIII i XIX wieku masońskie loże kobiece związane z jakąś uznaną lożą męską (dla przydania im znamion tzw. regularności w czasach, kiedy nie istniało odrębne organizacyjnie wolnomularstwo kobiece). Ich obrzędy były nieco odmienne od męskich.
Zrzeszały one zazwyczaj żony i córki wolnomularzy. Zajmowały się głównie działalnością charytatywną, z czasem dostrzegły też problemy społeczne. W Polsce pierwszą taką placówkę utworzyła warszawska loża Cnotliwy Sarmata – była to Wielka Loża Adopcyjna pod Klimatem Warszawy założona w 1769 roku. Mistrzynią tej loży została Teresa z Ossolińskich Potocka, należały też do niej m.in. Luiza Aloe, Anna z Rzewuskich Humiecka oraz Elżbieta z Czartoryskich Lubomirska.